# 9 de juliol
El 9 de juliol és el cent norantè dia de l'any del calendari gregorià i el cent noranta-unè en els anys de traspàs. Queden 175 dies per finalitzar l'any.

## Esdeveniments
Països Catalans
- 1403, Borriana, Regne de València: Martí l'Humà atorga el dret de primícia a la ciutat.[1]
- 1558, Ciutadella de Menorca: Any de sa Desgràcia, assalt dels turcs a la ciutat.
- 1713, Principat de Catalunya: la Junta de Braços fa una crida a resistir fins al final contra Felip V en la defensa del país (Guerra dels catalans).[2]
- 1792, Barcelona: Fundació de la Pia Associació de les Germanes Hospitalàries de la Santa Creu per Teresa Cortés i Baró.
- 1873, Alpens: en l'Acció d'Alpens, les forces carlines de l'Infant Alfons i de Savalls derroten la columna republicana del brigadier Cabrinetty, que hi perdé la vida.
- 1873, Alcoi: Els revolucionaris anarcosindicalistes prenen el control de l'ajuntament en plena Revolució del Petroli.
- 1995, Sagunt: Paco Cabanes Pastor, el Genovés, guanya la seva última final individual contra Álvaro en el que es va qualificar com la partida del segle.

Resta del món
- 1701, ducat de Milà: Les tropes imperials de la Casa d'Àustria, comandades per Eugeni de Savoia, havien envaït el ducat de Milà, territori italià de la Monarquia d'Espanya, la qual cosa va provocar una intervenció francesa. Així es va iniciar la Guerra de Successió Espanyola.
- 1755 - Pittsburgh (Pennsilvània, EUA): els anglesos no poden ocupar Port Duquesne durant l'Expedició de Braddock en la guerra Franco-Índia.
- 1810 - Primera República Francesa - Napoleó Bonaparte s'annexa el Regne d'Holanda a l'Imperi Francès.
  - Rússia adquireix Sukhumi per un tractat amb els ducs abkhazos i declara que Abkhàzia és un protectorat rus.[3]
- 1811, Kíev: S'inicia el Gran Incendi de Podil al barri comercial de Podil de la ciutat de Kíev. El foc va durar tres dies i gairebé va destruir quasi tot el barri.[4][5][6]
- 1816, Tucumán, Províncies Unides del Riu de la Plata: es proclama la independència del territori, que esdevindrà l'actual República Argentina.
- 1955, Blankenberge, Bèlgica: Inauguració del Port de Blankenberge.
- 1955, Londres, Anglaterra: Es publica el Manifest Russell-Einstein, que alerta sobre els perills de les armes nuclears i fa una crida als líders mundials per buscar solucions pacífiques al conflicte internacional.
- 2011: El Sudan del Sud esdevé un país independent després que en el referèndum sobre la independència del Sudan del Sud gairebé un 99% de la població votés a favor de la secessió.

## Naixements
Països Catalans
- 1830 - Russafa (València): Ciril Amorós i Pastor, advocat i polític valencià (m. 1887).
- 1923 - Lleida: Josep Vallverdú i Aixalà, escriptor català de reconeguda trajectòria en la literatura infantil.
- 1942 - Sabadell, Vallès Occidental: Matilde Gómez Murillo, atleta, corredora de fons i maratoniana catalana.[7]
- 1945 - Maóː Laura Pons Olives, actriu menorquina de teatre, cinema i televisió.[8]

Resta del món
- 1578 - Graz, Ducat d'Estíria: Ferran II del Sacre Imperi Romanogermànic, Emperador del Sacre Imperi i arxiduc d'Àustria (m. 1637).
- 1764 - Londres, Anglaterra: Ann Radcliffe, novel·lista britànica (m. 1823).[9]
- 1766 - Gdańsk: Johanna Schopenhauer, novel·lista i salonnière alemanya (m. 1838).[10]
- 1791 - Taucha (Regne de Saxònia): Friedrich Adolf Ebert, bibliògraf i bibliotecari, un dels pioners de la biblioteconomia moderna (m. 1834).
- 1834 - Praga (Bohèmia): Jan Neruda, poeta, narrador, novel·lista, dramaturg i periodista txec (m. 1891).
- 1842 - Sumterville, Carolina del Sud: Clara Louise Kellogg, soprano estatunidenca (m. 1916).[11]
- 1853 - Bruges, Karel De Flou, el «Joan Coromines» flamenc[12]
- 1878 - Oliveira, Estat de Minas Gerais, Brasil: Carlos Chagas, metge i bacteriòleg brasiler, descobridor de la malaltia de Chagas (m. 1934).[13]
- 1879:
  - Viena, Imperi Austrohongarès: Friedrich Adler, polític i revolucionari austríac (m. 1960).[14]
  - Bolonya (Itàlia): Ottorino Respighi, compositor, musicòleg i violinista italià (m. 1936).[15]
- 1848 - Florència, Províncies Unides de la Itàlia Central: Robert I de Parma, últim duc de Parma, pertanyent a la Casa dels Borbó, càrrec que ostentà entre 1854 i 1859 (m. 1907).
- 1858 - (Minden, Rin del Nord-Westfàlia: Franz Boas, antropòleg i etnòleg estatunidenc d'origen jueu alemany (m. 1942).[16]
- 1887 - Placetas, Villa Clara, Cuba: Emilio Mola Vidal, militar espanyol i un dels líders de l'intent de cop d'estat del 18 de juliol de 1936 i la rebel·lió militar subsegüent amb la qual s'inicià la Guerra Civil espanyola (m. 1937).[17]
- 1898 - Palència: Regina Lago García, pedagoga, psicòloga i científica espanyola exiliada a Mèxic (m. 1966).[18]
- 1901 - Edgbaston, Birmingham, Anglaterra: Barbara Cartland, escriptora anglesa (m. 2000).[19]
- 1914 - Berlyn, Alemanya: Willi Stoph, polític alemany (m. 1999).
- 1915 Rochester, Nova York (EUA): David Diamond, compositor estatunidenc (m. 2005).
- 1916 - Broadstairs, Kent, Anglaterra: Edward Heath, polític anglès, Primer Ministre del Regne Unit (1970-1974) (m. 2005).
- 1926 - Chicago (EUA): Ben Roy Mottelson, físic, Premi Nobel de Física de l'any 1975.[20]
- 1927 - Alexandria, Estats Units: Alma Carlisle, arquitecta afroamericana.[21]
- 1928 - Val de Santo Domingo, Espanya: Federico Martín Bahamontes, ciclista espanyol, guanyador del Gran Premi de la muntanya del Tour en sis ocasions (1954, 1958, 1959, 1962, 1963 i 1964).
- 1929 - Rabat (Marroc): Al-Hàssan ibn Muhàmmad ibn Yússuf al-Alawí, conegut com a Hassan II, rei del Marroc de la dinastia alauita (m. 1999).[22]
- 1931 - Khàrkiv, Ucraïna, URSS: Valentina Borok, matemàtica ucraïnesa soviètica (m. 2004).[23]
- 1932 - Evanston, Illinois (EUA): Donald Rumsfeld, polític i empresari estatunidenc.
- 1935 -
  - San Miguel de Tucumán: Mercedes Sosa, cantant argentina, amb arrels en el folk (m. 2009).[24]
  - Heerenveen, Països Baixos: Wim Duisenberg, primer president del Banc Central Europeu (m. 2005).
- 1943 - Sevilla: Soledad Miranda, actriu andalusa que destacà durant la dècada dels seixanta (m. 1970).[25]
- 1947 - San Francisco (EUA): Orenthal James "O. J." Simpson "The Juice", jugador de futbol americà.[26]
- 1951 - Kansas City (Missouri, Estats Units): Chris Cooper, actor estatunidenc.
- 1956 - Concord, Califòrnia (EUA) : Tom Hanks, actor de cinema i productor estatunidenc.
- 1964 - San Francisco: Courtney Love, cantautora, actriu i pintora estatunidenca.[27]
- 1966 - Kobe, Japó: Amélie Nothomb, escriptora belga en llengua francesa.[28]
- 1975 - Detroit, Michigan (EUA): Jack White, nascut John Anthony Gillis, encara que sovint apareix també com Jack White III, és un músic i actor ocasional estatunidenc membre dels grups The White Stripes.[29]
- 1985 - Stevenage, Hertfordshire, Anglaterra: Ashley Young, futbolista anglès.

## Necrològiques
Països Catalans
- 1364 - Barcelona: Elisenda de Montcada, reina consort de la Corona d'Aragó (n. 1292).
- 1848 - Vic: Jaume Balmes i Urpià, filòsof, teòleg i clergue catòlic català.
- 1873 - Barcelona (Barcelonès): Esteve Paluzie i Cantalozella, paleògraf, pedagog i antiquari liberal.
- 1959 - Sabadell: Ramon Bassols i Genís, metge i fundador dels Amics de Núria.
- 1986 - Barcelona: Joan Baptista Cendrós i Carbonell, empresari, mecenes i promotor cultural català (n. 1916).
- 1991 - Sabadell (Vallès Occidental): Dolors Viñas i Camps, pedagoga i periodista catalana.
- 1999 - Badalona: Joan Pich i Santasusana, músic català, violoncel·lista, compositor, pedagog i director d'orquestra (n. 1911).[30]
- 2006 - Barcelona: Pepeta Planas i Capdevila, esquiadora catalana, pionera de l'esquí alpí a Catalunya i a l'estat (n. 1925).[31]

Resta del món
- 1441 - Bruges, Flandes: Jan van Eyck, pintor.
- 1706 - Ville-Marie −antic nom de Mont-real—, Quebec: Pierre Le Moyne d'Iberville: explorador francès, fundador de la colònia de Louisiana (n. 1661).[32]
- 1746 - Madrid, Espanya: Felip V d'Espanya, rei d'Espanya, primer de la dinastia Borbó.
- 1774 - Bolonya: Anna Morandi Manzolini, anatomista i escultora en cera (n. 1714).[33]
- 1797 - Beaconsfield, Anglaterra: Edmund Burke, escriptor, esteta i pensador polític britànic liberal-conservador (n. 1729).
- 1843 - Cambridgeport, Massachusetts (EUA): Washington Allston, pintor i escriptor nord-americà (n. 1779).[34]
- 1850:
  - Tabriz (Pèrsia): El Bàb, fundador de la fe babí i precursor de Bahà'u'llàh, afusellat per un esquadró de 750 fusells (n. 1819).
  - Washington DC (EUA): Zachary Taylor, també conegut com a Old Rough and Ready, dotzè president dels Estats Units d'Amèrica (n. 1784).[35][36]
  - París (França): Jean-Pierre Boyer, polític antillà, va ser president de la regió sud d'Haití el 1818, i el 1820 de tota la República haitiana (n. 1776).[37]
- 1856 - Torí, Regne de Sardenya-Piemont: Amedeo Avogadro, científic italià, i comte de Quaregna e Cerreto (n. 1776).[38]
- 1880 - París, França: Paul Broca, metge, anatomista i antropòleg francès (n. 1824).[39]
- 1894 - Surgidero de Batabanó (Cuba): Juventino Rosas, compositor mexicà mundialment conegut pel seu vals Sobre las olas.
- 1904 - Washington: Martha Coston, dona de negocis i inventora de la bengala de Coston.[40]
- 1951 - Milà: Giannina Arangi-Lombardi, important soprano associada amb el repertori italià (n. 1891).[41]
- 1955 - Guaymas, Sonora, (Mèxic): Adolfo de la Huerta, 46è President de Mèxic (n. 1881).
- 1962 - París, França: Georges Bataille, escriptor, antropòleg i filòsof francès (n. 1897).
- 1977 - Moorestown, Nova Jersey (EUA): Alice Paul, sufragista, feminista i activista pels drets de les dones (n. 1885).[42]
- 1980 - Rio de Janeiro, Brasil: Vinícius de Moraes, poeta, cantautor, compositor i escriptor brasiler (n. 1913).[43]
- 1986 - Madridː María Laffitte, aristòcrata, escriptora i crítica d'art espanyola, defensora dels drets de les dones (n. 1902).[44]
- 1996 - Madrid: Aurora Redondo, actriu de teatre i cinema (n. 1900).[45]
- 2019 - Dallas, Texas (EUA): Ross Perot, multimilionari estatunidenc, conegut per haver-se presentat com a candidat independent a les eleccions presidencials estatunidenques (n. 1930).[46]

## Festes i commemoracions
- Argentina - Commemoració de la declaració d'independència.
- Festa patronal a Arenys de Mar.

### Santoral[47]

#### Església Catòlica[48]
- Sants i beats al Martirologi romà (2011): Màrtirs de la Xina (1648-1930); Màrtirs Xinesos de la Guerra dels Bòxers, Maria de Santa Natàlia, màrtir (1900); Màrtirs de Gorkum (1572); Verònica Giuliani, verge (1727); Joaquim He Kaizhi, màrtir (1839); Paulina del Cor Agonitzant de Jesús, fundadora (1942).
  - Beats: Giovanna Scopelli, carmelita (1491); Hadrian Fortescue, màrtir (1539); Melanie de Guilhermier, Marie Anne Madeleine de Guilhermier, i Marie Anne Marguerite des Anges de Rocher, màrtirs (1794); Luigi Caburlotto, fundador (1897); Fidelis Chijnacki, monjo màrtir (1942); Marija Petkovic, fundadora (1966).
- Sants que no figuren al Martirologi: Zenó màrtir, patró d'Arenys de Mar, i 10.203 companys de Roma; Eusani de Forci, màrtir; Floriana i Faustina de Via Latina, màrtir; Anatòlia i Àudax de Tir, màrtirs (250); Ciril de Gortina i companys màrtirs (250); Bricci de Martola, bisbe (ca. 312); Patermuci, Copras i Alexandre, màrtirs (363); Agripí d'Autun, bisbe (538); Everilda d'Everingham, abadessa (s. VII); Golví de Rennes, bisbe (s. VII); Heracli de Sens; Wigfrid de Colònia, bisbe (953); Benet, Andreu, Bernabeu i Just, eremites a Polònia (1008); Philipe Brandel, màrtir (1794).
- Beat Pere Centurió, màrtir llegendari de Barcelona.
- Venerables 32 Màrtirs d'Aurenja (1794); Maria Lichtenegger, laica (1923).
- Venerats a l'Orde de la Mercè: beat Domingo Serrano (1348).

#### Església Ortodoxa Armènia (segons el calendari gregorià)
- 20 Margats: corresponen als sants del 26 de juny del calendari julià.
- Sants: Zenó i Zena de Filadelfia, màrtirs (304); Concili d'Efes (431); Zablun, Sibil·la i Fimi, filles del rei Lleó III d'Armènia Menor (segle xiv); Zacaries d'Aghtamar, màrtir.

#### Església Copta
- 2 Abib: sant Judes Tadeu, apòstol i màrtir.

#### Església Ortodoxa Síria (segons el calendari gregorià)
- Corresponen als sants del 26 de juny del calendari julià.
- Sants: Abhai de Gargar; Addai, apòstol; Joan Bar Aftunia el Gran, abat de Beit-Aftònia (538); Constantí de Laodicea, bisbe; Tomàs de Germanícia, bisbe (542); Mor Tuma Harqaloyo (Tomàs de Harkel), metropolita de Mabugh (627?).

#### Església Ortodoxa (segons el calendari julià)
- Se celebren els corresponents al 22 de juliol del calendari gregorià.

#### Església Ortodoxa (segons el calendari gregorià)
Corresponen als sants del 26 de juny del calendari julià.
- Sants: Joan i Pau de Roma, màrtirs (ca. 362); Parasceva de Quios, màrtir; David de Tessalònica, eremita (535); Joan, bisbe dels gots (787); Serapió de Kozha; Terapont i Macari, màrtirs; Dionís de Suzdal, bisbe (1385); Ticó de Lutxov (1503); David de Santa Anna, màrtir (1813); Jordi, prevere màrtir (1918).

##### Església Ortodoxa Grega
- Sant Antió, monjo

#### Església Evangèlica d'Alemanya
- Georg Neumark, poeta (1681).